# クーネオ・グランダ・バレー
クーネオ・グランダ・バレー（Cuneo Granda Volley）は、イタリアのピエモンテ州クーネオを本拠地とするスポーツクラブチームであり、2024/25シーズンはイタリアセリエAのA1に所属している。

## 歴史
2003年に設立。はじめはイタリアセリエCより参戦し、2005/06シーズンにセリエB2へ昇格。その後もセリエB2、下部リーグのセリエCで過ごした後、2014/15シーズンに再びセリエB2へ昇格しプレーオフで勝利した。2015/16シーズンにはセリエB1へ昇格を果たすと、セリエB1リーグでは2年連続で3位となった。2017/18シーズンにはセリエA2へ昇格を果たし、セリエA2にて4位となった。2018年4月に行われたセリエA1への昇格プレーオフにてキエーリ'76に惜しくも敗れて自力での昇格は果たせなかったが、同年6月16日に2017/18シーズンまで活動していたRiver VolleyからセリエA1でプレーする権利を譲渡された。2018/19シーズンにはトップディビジョンであるセリエA1に参戦。世界各国より有力選手を獲得し、レギュラーラウンドでは13勝11敗で勝ち越し、プレーオフに進出。クォーターファイナルではイモコ・バレー・コネリアーノに敗れたが昇格初年度は8位でリーグを終えた。2020/21シーズンのセリエA1レギュラーラウンドでは10勝14敗で7位通過したが、プレーオフにてピネロロに敗れて最終順位は9位となった。2021/22シーズンはレギュラーラウンドを13勝13敗で通過し、プレーオフではAGIL Volleyに3戦1勝2敗で敗れて7位でリーグを終えた。2023/24シーズンより本田技研工業がメインスポンサーとなり、チーム名をHonda Olivero San Bernardo Cuneoとして活動している。

## 登録選手
2024-25年シーズンの登録選手は次の通り。
| 背番号 | 名前                     | ポジション           | 身長 | 備考       |
| ------ | ------------------------ | -------------------- | ---- | ---------- |
| 1      | Alessia Bisegna          | ミドルブロッカー     | 1.81 |            |
| 2      | Alice Turco              | セッター             | 1.80 |            |
| 3      | Valentina Colombo        | ミドルブロッカー     | 1.85 |            |
| 4      | María Margarita Martínez | アウトサイドヒッター | 1.80 |            |
| 5      | テッサ・ポルデル         | ミドルブロッカー     | 1.89 |            |
| 6      | Agnese Cecconello        | ミドルブロッカー     | 1.90 |            |
| 7      | Sara Panetoni            | リベロ               | 1.76 |            |
| 8      | Anna Dodson              | ミドルブロッカー     | 1.96 |            |
| 9      | Rebecca Scialanca        | リベロ               | 1.65 |            |
| 10     | アナ・ビエリツァ         | オポジット           | 1.90 |            |
| 11     | アレクサンドラ・ラジック | アウトサイドヒッター | 1.88 |            |
| 12     | Efrosyni Bakodimou       | アウトサイドヒッター | 1.81 |            |
| 13     | ノエミ・シニョリーレ     | セッター             | 1.83 | キャプテン |
| 14     | マルガレーテ・コズーフ   | オポジット           | 1.90 |            |
| 15     | Mariana Brambilla        | アウトサイドヒッター | 1.81 |            |
| 18     | Letizia Camera           | セッター             | 1.76 |            |
| 24     | Anastasiia Kapralova     | アウトサイドヒッター | 1.84 |            |
| 94     | ダヤミ・サンチェス       | オポジット           | 1.90 |            |

## 主な歴代所属選手
| - イラリア・スピリト - アリス・デグラディ - カルロッタ・カンビ - フェデリカ・スクアルチーニ - フランチェスカ・ボージオ - テリー・エンウェオンウ - ソフィア・クズネツォワ - ダニエル・ドルーズ - アンナ・ホール - マディソン・キュービック＝バンクス - ウィルマ・サラス - パウラ・ニセティチ - アウレア・クルス | - マリット・ヤスペル - レーナ・シュティグロート - ルシール・ジケル - アマンダ・マリーヌ・シルベス - リセ・ファンヘッケ - テレサ・バンジュロバ - グレタ・サクマリー - オルガ・ストランツァリ - アンナ・ハーク - アデリナ・ブダイ・ウングレアーヌ - マリア・セグラ - カテリーナ・ザクチャイウ - エルブリラ・ビチ |